# Eudarcia confusella
Eudarcia confusella is een vlinder uit de familie van de Meessiidae. Deze soort is voor het eerst wetenschappelijk beschreven als Tinea confusella door Gustav Heinrich Heydenreich in een publicatie uit 1851.
De soort komt voor in Frankrijk, Duitsland, Oostenrijk, Italië, Slovenië, Kroatië, Bosnië en Herzegovina, Roemenië, Griekenland en Kreta.